# 大叶红景天
大叶红景天（学名：Rhodiola megalophylla）为景天科红景天属的植物，是中国的特有植物。分布于中国大陆的四川等地，生长于海拔4,500米至4,700米的地区，一般生长在岩山坡上，目前尚未由人工引种栽培。

## 别名
大叶景天（拉汉种子植物名称）